# Cứt quạ
Cứt quạ hay còn gọi dây cứt quạ (danh pháp khoa học: Gymnopetalum chinense) là một loài thực vật có hoa trong họ Cucurbitaceae. Loài này được (Lour.) Merr. mô tả khoa học đầu tiên năm 1919.